# Oberwaldsee von Dietesheim
Das Naturschutzgebiet Oberwaldsee von Dietesheim (NSG-Kennung 1438015) liegt im hessischen Landkreis Offenbach. Es umfasst einen etwa 33,48 Hektar großen Wald- und Wiesenbestand im Stadtgebiet von Mühlheim am Main.

## Gebietsbeschreibung
Das Naturschutzgebiet liegt südöstlich des Mühlheimer Stadtteils Dietesheim auf der Steinheimer Terrasse im Naturraum Untermainebene. Wegen seiner Struktur, durch die geologischen Verhältnisse und wegen der landschaftlichen Schönheit ist es einmalig im südhessischen Raum. Die Seen waren ehemalige Basaltsteinbrüche.

## Schutzzweck
Zweck der NSG-Ausweisung ist es, das Gebiet als Lebensraum für bestandsgefährdete Pflanzen- und Tierarten, insbesondere Vögel und Amphibien, zu sichern und weiterzuentwickeln. Die 1985 durchgeführte Biotopkartierung ergab die Schutzwürdigkeit als Naturschutzgebiet aus geologischen, landschaftsästhetischen, zoologischen und botanischen Gründen. Neben dem ökologischen Wert des Gebietes wurden als Schutzgründe auch erhebliche Störungen durch illegale Erholungsnutzung sowie durch Aufforstung der bestehenden Sandmagerrasenflächen genannt. Zugleich wurde die zukünftige Verhinderung dieser Beeinträchtigungen beziehungsweise die Rücknahme der durchgeführten Maßnahmen gefordert.

## Flora und Fauna
Bemerkenswerte Vogelarten im Waldteil des NSG sind unter anderem Schwarzmilan, Wendehals, Klein-, Grün- und Schwarzspecht, Neuntöter und Pirol. Die Uferzonen des Sees nutzen Zwerg- und Haubentaucher sowie Reiherente als Brutplatz. Die Trockenrasen werden von einer Vielzahl wärmeliebender Schmetterlinge und Wildbienen besiedelt. Lokal häufig ist das Rostbraune Ochsenauge (Pyronia tithonus). Diese Art ist nur an wenigen trocken-warmen Plätzen im Rhein-Main-Gebiet zu finden.

## Naturschutzgebiete im Landkreis Offenbach
- Liste der Naturschutzgebiete im Landkreis Offenbach